# 요코하마시립 대학
요코하마 시립 대학(일본어: 横浜市立大学, Yokohama City University)은 일본의 공립 대학이다. 대학 본부는 요코하마시 가나자와구에 위치한다.

## 연혁
- 1882년 : 요코하마 상법학교(橫濱商法學校) 창설.
- 1888년 : 요코하마 상업학교로 개칭.
- 1928년 : 요코하마 상업학교의 전수과(專修科)가 요코하마 시립 요코하마 상업전문학교(橫濱市立橫濱商業專門學校)로 승격.
- 1944년 : 요코하마 시립 경제전문학교로 개칭.
- 1949년 : 요코하마 시립 대학으로 승격. 상학부 설치.
- 1952년 : 요코하마 의과대학(橫濱醫科大學)을 통합. 의학부, 문리학부 설치.
- 1995년 : 문리학부를 분리: 국제문화학부, 이학부.
- 2005년 : 상학부, 국제문화학부와 이학부를 통합. 국제종합학부 설치.
- 2018년 : 수도권 최초의 데이터 사이언스 학부 설치.

## 조직

### 학부

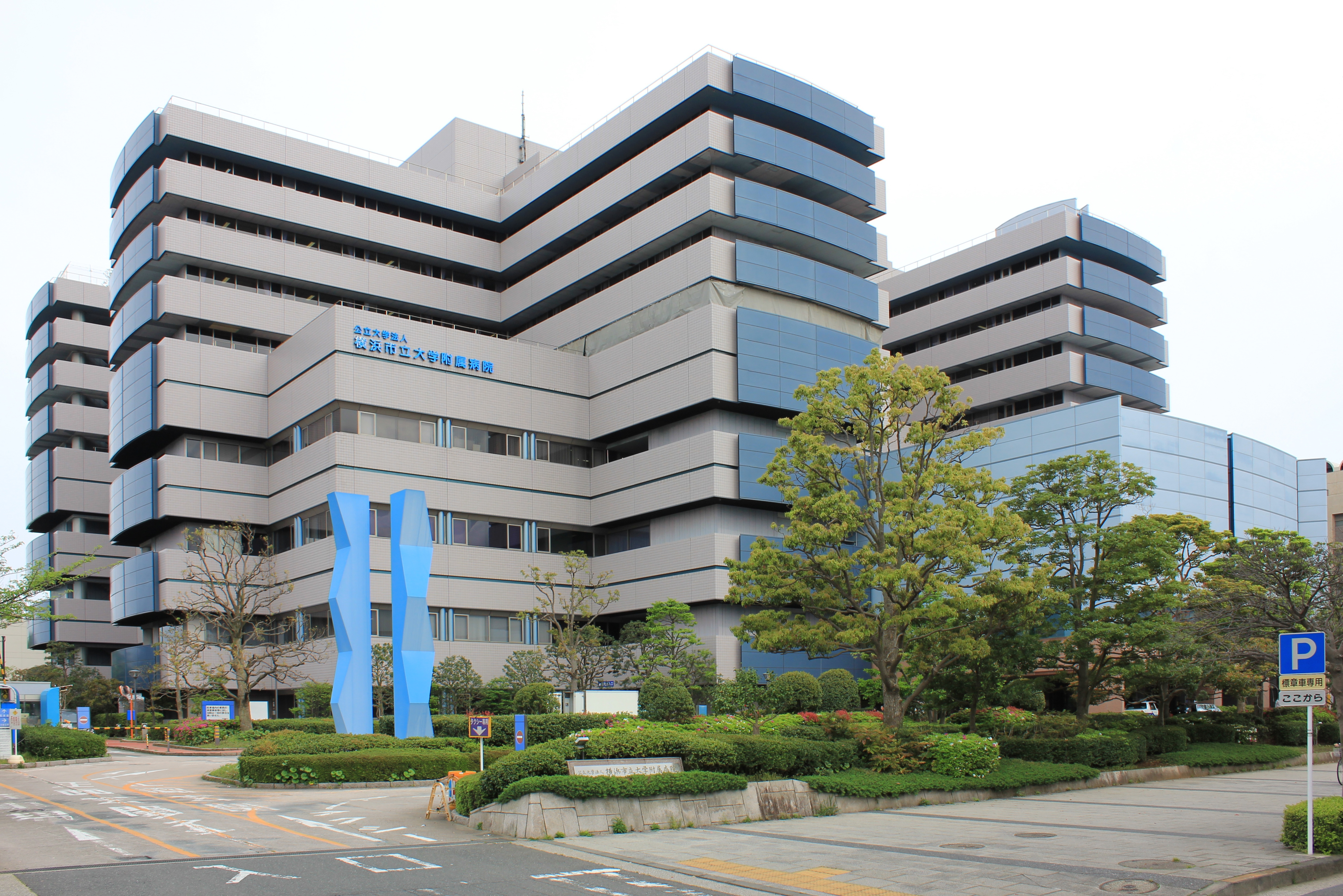
부속 병원(후쿠우라 캠퍼스)

- 데이터 사이언스학부 - 가나자와 핫케이(金澤八景) 캠퍼스
  - 데이터 사이언스학과

- 국제종합과학부 - 가나자와 핫케이(金澤八景) 캠퍼스
  - 국제교양학계
  - 이학계
  - 경영과학계
- 의학부 - 후쿠우라(福浦) 캠퍼스
  - 의학과
  - 간호학과

```
** 2017 세계 소규모 대학교 랭킹 #16위 ("World's best small universities" in 2016-2017) 
https://www.timeshighereducation.com/student/news/worlds-best-small-universities-2016
```

### 대학원
- 국제총합과학 연구과
- 의학연구과
- Cardiovascular Research Institute (CVRI)

```
 - Chair: Yoshihiro Ishikawa, M.D. & Ph.D. URL: 
http://www-user.yokohama-cu.ac.jp/~seiri1/index.html

 - Research Projects: (1) Cyclic AMP Signal Transduction in the Heart, (2) Vascular Remodeling, (3) Elastic Fiber Formation, (4) Organic Magnet for Cancer Therapy
```

### 부속기관
- 부속 도서관
- 의학부 부속 병원
- 기하라(木原)생물학 연구소